# The Power (Vanessa Amorosi)
The Power è il primo album in studio della cantante australiana Vanessa Amorosi, pubblicato nel 2000.

## Tracce
Edizione australiana
1. U R Mine - 4:15
2. Absolutely Everybody - 3:42
3. Shine - 3:53
4. Have a Look - 3:53
5. Pray for Love - 3:35
6. Every Time I Close My Eyes - 3:35
7. How Y' Livin' - 4:01
8. The Power - 3:34
9. I Wanna Be Your Everything - 3:36
10. You Were Led On - 4:42
11. Pray for Love (Club Mix) - 3:26
12. The Power (Spiced Mix) - 3:33
13. Absolutely Everybody (Latino Mix) - 3:27

Edizione internazionale
1. U R Mine - 4:15
2. Absolutely Everybody - 3:42
3. Shine - 3:53
4. I Wanna Be Your Everything - 3:36
5. How Y' Livin' - 4:01
6. Every Time I Close My Eyes - 3:35
7. Pray for Love - 3:35
8. The Power - 3:34
9. Steam - 3:47
10. Turn to Me - 3:36
11. You Were Led On - 4:41
12. Have a Look - 3:34